# Brigueil-le-Chantre
Brigueil-le-Chantre è un comune francese di 509 abitanti situato nel dipartimento della Vienne nella regione della Nuova Aquitania.

## Società

### Evoluzione demografica
Abitanti censiti